# Der Fluch der Betsy Bell
Der Fluch der Betsy Bell (Originaltitel: An American Haunting) ist ein Horror-Thriller aus dem Jahr 2005 von Regisseur und Drehbuchautor Courtney Solomon.

## Handlung
Der Film beginnt in der Gegenwart im 21. Jahrhundert. Ein Mädchen rennt in Panik durch einen Wald. Sie erreicht ein Haus, stürmt hinein und schließt die Haustür hinter sich. Offenbar wird sie verfolgt, doch man kann nicht erkennen, von wem. Im Haus nimmt sie einen Brieföffner, um sich zu verteidigen, und schließt sich in ihr Zimmer ein. Darauf beginnt es von außen heftig an der Tür zu rütteln. Das Mädchen schreit und erwacht, scheinbar war es nur ein Traum. Die von ihrem Mann geschiedene Mutter des Mädchens versucht, sie zu beruhigen, und findet in ihrem Zimmer eine alte Puppe und eine Mappe voller alter Dokumente, die das Mädchen auf dem Dachboden gefunden hatte. Die Mutter hatte ihr verboten, auf den Dachboden zu gehen, und nimmt beide Sachen mit sich. In der Mappe befinden sich ein Tagebuch und ein Briefumschlag, auf dem Die Wahrheit unserer Familien-Geschichte steht. Sie öffnet den Umschlag und beginnt den Brief zu lesen, der vom November 1848 datiert ist. Nun beginnt eine Rückblende ins 19. Jahrhundert. 
Red River, Tennessee, im Jahre 1817: John Bell wird in einer kirchlichen Gerichtsverhandlung beschuldigt, das Land von Kate Batts geraubt zu haben. Diese erhielt von John Bell ein Darlehen von 100 Dollar, sowie dessen Sklaven Samuel für die Nutzung ihres Landstücks. Da sie die Raten nicht mehr zahlen konnte, hatte sie das Besitzrecht auf das Land verwirkt, und so fiel es John Bell zu. Dieser hatte jedoch 20 Prozent Zinsen von ihr verlangt, was Wucher ist und gegen das kirchliche Recht verstößt. Deswegen erhält Kate Batts nun ihr Land zurück, auf die Erträge aus der Nutzung (John Bell hatte deren Bäume gefällt und verkauft) muss sie jedoch verzichten. Die Bäuerin Kate Batts, die im Ort als Hexe verschrien ist, schwört John Bell nach der Verhandlung, dass er und seine Familie dafür noch büßen werden. 
Frühjahr 1818: Von nun an passieren unerklärliche Ereignisse bei der Familie Bell. Es beginnt mit Geräuschen um das Haus und aus den Zimmern. Ein schwarzer Wolf erscheint mehrmals und verschwindet wieder ohne Spur. Tochter Betsy sieht ein junges Mädchen, das nicht existiert, sie hat furchtbare Albträume, und nachts wird sie von einem unsichtbaren Wesen besucht, das sie angreift. Später richtet der Geist seine Attacken auch auf den Vater John Bell, und der Geist beginnt zu sprechen. In einem Sack findet man die mit Blut befleckte Kleidung von Betsy. John Bell ist verzweifelt und sucht Kate Batts auf, der er eine Pistole in die Hand drückt mit der Bitte, allem ein Ende zu machen. Sie weigert sich jedoch, ihn zu erschießen, und erklärt ihm, dass nicht sie ihn verflucht habe, sondern er dies selbst gemacht hat. Er geht in den Wald, will sich selbst erschießen und drückt ab, die Pistole feuert jedoch keinen Schuss ab. 
Als die Stimme des Geistes mit Betsy spricht, erkennt diese die Wahrheit: Der Geist wurde von ihr selbst geschaffen, aus der Vereinigung des Bösen mit ihrer Unschuld, als ihr eigener Vater sie vergewaltigte. Ein Teil ihrer Seele starb, als ihr Vater ihr die Unschuld nahm. Der Geist soll sie an das verdrängte Ereignis erinnern und sie rächen. Den aufgetauchten Sack mit der mit Blut befleckten Kleidung von Betsy hatte ihr Vater nach seiner Tat auf dem Grundstück verschwinden lassen. Auch zu Betsys Mutter spricht der Geist, und sie erkennt daraufhin ebenso die Tat ihres Mannes. 
In der Nacht geht Betsy zu ihrem Vater und verabreicht ihm Gift, woraufhin er stirbt. Ihre Mutter beobachtet dies, aber schreitet nicht ein. Der Geist in der Form des kleinen Mädchens, das nur Betsy sehen kann, verwandelt sich nun von seinem furchtbaren Antlitz in die normale Betsy. Befreit löst sich der Geist auf und verschwindet. 
Zurück im 21. Jahrhundert: Die Mutter verabschiedet ihre Tochter, die nun vom getrennt lebenden Vater im Wagen abgeholt wird. Nachdem die Mutter ins Haus zurückgeht, erscheint ihr plötzlich selbst der Geist von Betsy mit der blutbefleckten Kleidung im Schritt, von dem sie zuvor gelesen hatte. Der Geist teilt ihr mit, dass sie ihre Tochter retten muss. Die Mutter rennt aus dem Haus und sieht nur noch deren ängstliches Gesicht im Wagen ihres Vaters vorbeifahren. Sie versucht, dem Wagen hinterherzurennen, und die Tür des Hauses schließt sich wie von selbst.

## Hintergrund
- Der Film wurde als eine auf wahren Ereignissen basierende Geschichte vermarktet, Text-Einblendungen zu Beginn des Films unterstreichen dies nochmal. Tatsächlich wurde das Drehbuch auf Grundlage eines fiktiven Romans erstellt: Dem 1997 erschienenen Buch The Bell Witch: An American Haunting (deutscher Buchtitel: Die amerikanische Polterhexe) von Brent Monahan. Dessen Roman greift eine volkstümliche Legende aus Tennessee über die sogenannte Bell-Hexe (Bell Witch) auf. Diese Legende stützt sich wiederum in erster Linie auf ein Buch aus dem Jahr 1894 von Martin Van Buren Ingram mit dem Titel An Authenticated History of the Bell Witch of Tennessee, was erst rund 60 Jahre nach den angeblichen Vorfällen geschrieben wurde und somit bereits viel Raum für ungenaue und ausschmückende mündliche Überlieferungen lässt. Als Kronzeuge wird oft der damalige General Andrew Jackson genannt, der Jahre später US-Präsident wurde. Allerdings existieren zu Jacksons angeblicher Begegnung mit der Hexe keinerlei Äußerungen, Briefe, Notizen, Aufzeichnungen oder Zeitungsberichte, auch nicht von Personen, mit denen er damals Kontakt hatte. Historiker bewerteten inzwischen auch das Buch von Ingram als fiktiven Roman, der lediglich echte Orte und tatsächliche Personen verwendete, um ihm einen Anschein von Glaubwürdigkeit zu verleihen und dadurch interessanter zu machen.[1][2]
- Die Produktionskosten wurden auf rund 14 Millionen US-Dollar geschätzt. Der Film spielte in den Kinos weltweit rund 30 Millionen US-Dollar ein, davon rund 16 Millionen US-Dollar in den USA und rund 0,2 Millionen US-Dollar in Deutschland.
- Die Dreharbeiten begannen am 4. August 2004 und endeten am 16. Februar 2005. Der Film wurde hauptsächlich in Rumänien gedreht, sowie (für einige Szenen der Gegenwart) in Kanada.
- Kinostart in den USA war am 5. Mai 2006, in Deutschland am 11. Januar 2007.

## Kritiken
- Auf Rotten Tomatoes waren von 68 gezählten Kritiken 8 positiv, was eine Gesamtwertung von 12 Prozent ergab. Der zusammengefasste Konsens lautet: Nun ja, der Film sieht gut aus. Aber sollte er nicht furchterregend sein?[3]
- Rudolf Inderst schrieb auf filmspiegel.de: Ein wenig lustlos stolpern große Namen wie Sutherland oder Spacek durch diese spannungsarme Gruselklamotte – jedoch immer begleitet von den sehr einfallsreichen und kreativen Kamerafahrten. […] Relativ selten bewegt sich das Ensemble außerhalb des Spukhauses – in seinen stärksten Momenten will man sich sogar ein wenig an ‚Sleepy Hollow‘ erinnern, jedoch gehen diese Augenblicke schnell vorüber.[4]
- Alexandra Wach schrieb in film-dienst 01/2007: Für die Horror-Stammkundschaft in den Effekten zu harmlos, für Anhänger subtilen Schocks im Stil von ‚The Others‘ schlicht zu einfallslos.[5]
- Lexikon des internationalen Films: In sich verschachtelt erzählter, gleichwohl eindimensionaler Mystery-Thriller, der bestenfalls durch seine stringente Kameraästhetik einige Eigenständigkeit erzielt, sich ansonsten aber uninspiriert an den Genrevorgaben abarbeitet.[6]

## Auszeichnungen
- Teen Choice Awards 2006: Der Film war in der Kategorie Choice Thriller nominiert, sowie Rachel Hurd-Wood in der Kategorie Choice Scream.